# La Queue de la comète
La Queue de la comète és una pel·lícula francesa dirigida per Hervé Lièvre, estrenada el 1988.

## Sinopsi
Octave estima l'Alice que estima l'Octave. És un cantant de rock. Ella està pintant. És bella, pura i dura. Tenen vint anys. A la gent li agrada molt la música d'Octave i els seus amics. Paolo és el seu gerent. Surt una estona amb Joachim, el germà petit de l'Alícia. Té un fill, Theo, que estima desesperadament l'Alice.
Però a l'Alice no li agrada Theo, que és una mica boig i infeliç. Per guanyar-se la vida -i també perquè té odi- fa "l’indic" per un hospital, amb finalitats força obscures. En Gabriel i la seva banda els agradaria aprofitar aquesta trista recaptació. Octave es lesiona en una baralla amb Gabriel. L'Alice el deixa, embadalida amb les pastilles per dormir, a buscar una medicina.
Coneix en Theo, i li explica tot el seu menyspreu i fàstic; ella sap que ell és el responsable de les ferides d'Octave. Théo es pren malament aquests insults, que li fan perdre el cap prou perquè la vulgui violar. L'Alice fuig, és atropellada per un camió. Theo truca a la policia. S'horroritza en veure que és l'ambulància de l'hospital que coneix massa bé la que arriba primer per endur-se el cos de l'Alice. Alícia va desaparèixer, Octave està desesperat. Paolo aviat entén que en Theo no és aliè a aquesta desaparició. Troba el seu fill i descobreix part de la veritat.
Octave és un àngel que no sap res del món i de la vida que no sigui l'amor d'Alice i la seva música, però quan en Theo truca a la seva porta, li costa no venjar-se si ho fes, no va dir que podria ajudar-la a trobar l'Alice. Theo el condueix fins a les portes de l'hospital. Octave demana veure l'Alice, li diuen que no hi és. Insisteix, el deixen visitar habitacions, ella no hi és. En sortir, se li acosta un home que diu que es diu Matalon i és metge d'aquest hospital. Certifica que l'Alice hi ha d'estar, com altres dones ferides el cos de les quals s'utilitza per desenvolupar embarassos que altres no poden o no volen tenir (antigament pagàvem a les dones per això, però això creava massa problemes...). Si li diu a l'Octave el que sap, és perquè no li agrada el que fa, ni la gent per la qual ho fa. Òbviament, Octave accepta la seva ajuda. Troba l'Alice en coma. Matalon li deixa l'esperança de poder tornar-la a la vida si abandona l'hospital. Octave intenta treure l'Alice, però, quan està a punt de travessar les portes, és atrapat.
El metge cap ve a explicar-li que aquestes accions són perilloses per a l'Alíice, a qui, a més, cuiden molt bé.
El cor d'Alícia s'atura. El metge en cap aconsegueix reiniciar les funcions vitals de la jove, sembla que... Paolo està preocupat pel concert que vindrà.
A la policia, expliquen a l'Octave que és trist però que no hi ha res d'estranyar que algú, atropellat per un camió, estigui en estat molt greu; a la televisió, li dirien que la seva història, si realment fos certa, no interessaria a ningú.
Trobem en Paolo a l'oficina del metge en cap... Joachim desperta l'Octave. Paolo el porta al concert; van a operar l'Alice, ell pot parlar amb ella demà. El concert és màgic. A mitjanit, quan el públic ho demana, Octave s'assabenta de la mort, definitiva, d'Alice. S'ensorra.
Ella se li apareix i el porta de nou a l'escenari, on canta, el seu amor i l'amor que va tenir per tota la vida. La vida que continua, fem el que fem... el que somiem...

## Repartiment
- Christophe Donnay
- Albert Delpy
- Gil de Murger
- Tam Sir
- Jean Davy
- Philippe du Janerand
- Jean-François Leca
- Marie Pillet
- Sebastian Roché
- Phung Tran
- Nevena Petkova
- Diako Diakof
- Bernard Loutrel
- Didier Demurger
- Raymond Kedzierski
- Isabelle Jaquet
- Carole Rouland
- Katoucha
- Claude Viel
- Corine Anxionnaz
- Jean Glénat
- Christian Renaud
- David Hauss
- Patrick Demurger
- Alexandre Ginoyer
- Françoise Taguet
- Bruno Le Barazer
- Jacques Guillameaud
- Claude Harold
- Caryn Fournier
- Gérard Dessalles